# Referéndum sobre el estatus político de Bonaire de 1994
Un referéndum sobre estatus político tuvo lugar en Bonaire el 21 de octubre de 1994.  A los electores se les preguntó decidir entre mantener el statu quo, autonomía dentro de los Países Bajos, integración con los Países Bajos o independencia. La amplia mayoría votó por el statu quo, pero en un referéndum en 2004 finalmente se decidió la integración con Países Bajos.

## Resultados
| Opción                              | Votos | %     |
| ----------------------------------- | ----- | ----- |
| Statu quo                           | 4 443 | 89,65 |
| Autonomía dentro de Países Bajos    | 439   | 8,86  |
| Integración a los Países Bajos      | 63    | 1,27  |
| Independencia                       | 11    | 0,22  |
| Votos en blanco/nulos               | -     | –     |
| Total                               | 4 956 | 100   |
| Electores registrados/participación | 7 450 | 66,52 |
| Fuente: Direct Democracy            |       |       |